# Paina-Brugazzo
Paina (Paina-Brügasch) in dialetto brianzolo è un centro abitato situato nella provincia di Monza e della Brianza, frazione del Comune di Giussano. 

## Geografia
Il centro della frazione si trova alcuni chilometri a sud del capoluogo comunale, anche se la crescente urbanizzazione degli ultimi decenni ha fatto sì che la sua area urbana si congiungesse con quella di Birone (altra frazione di Giussano). La frazione di Paina comprende anche la località di Brugazzo (Brügàsc in lombardo occidentale), ormai completamente integrata nel tessuto urbano painese. Anche il quartiere di Birone ha fatto storicamente parte di Paina fino alla sua incorporazione a Giussano nell’Ottocento.

## Storia
Paina fu eretta in parrocchia nel 1597: prima di San Carlo faceva parte della pieve di Agliate, ma l'arcivescovo nel 1568 l'assegnò alla prepositurale di Mariano e il card. Federico Borromeo eresse la chiesa di S. Margherita in parrocchiale nel 1597. Il card. Federico visitò le parrocchie del Comune nel 1606 (a quell'epoca Paina contava 272 anime). Attualmente la parrocchia fa parte della comunità pastorale "S. Paolo" di Giussano (comprendente anche le altre due frazioni di Giussano, ovvero Birone e Robbiano).
Paina fu un antico comune del Milanese. Incluso per secoli nella Pieve di Mariano insieme alle sue frazioni Birone, Cassina Brugazzo e Cassina Bistorta, nel 1797 (a titolo sperimentale) fu per la prima volta sottoposto al capoluogo lariano col resto della comunità plebanea.
Il governo rivoluzionario insediato dai francesi in Lombardia si mostrò tuttavia assai incerto sulla definitiva collocazione amministrativa della località: raggiunti i 623 residenti alla proclamazione del Regno d'Italia nel 1805 quando si era pensato di lasciarlo sotto Como, nel 1809 il municipio fu soppresso su risultanza di un regio decreto di Napoleone che lo unì per la prima volta a Giussano, decidendo quindi per l'inclusione nella Provincia di Milano. Con un nuovo colpo di teatro il governo cambiò ancora idea nel 1811 annettendo la località a Seregno, ma fu il ritorno degli austriaci a metter fine all'inopportuno balletto comportando la restaurazione del Comune di Paina sotto Milano nel 1816.
Nel 1853 il comune risultò essere popolato da 1 058 anime, salite a 1 111 nel 1859 e a 1 132 nel 1861. Nell'anno 1867 Paina risulta appartenere alla provincia di Milano, mandamento V di Carate, circondario III di Monza.
Nel 1869 il comune di Paina perse ancora una volta l'autonomia, finendo accorpato al comune di Seregno ma, l'anno dopo, il marchese Ludovico Trotti Bentivoglio ottenne la revoca dell'atto di accorpamento e dal 1º gennaio 1871 Paina venne definitivamente assegnata al comune di Giussano.

## Infrastrutture e trasporti
Fra il 1881 e il 1958 la località ospitò una fermata della tranvia Milano-Carate/Giussano.